# (3063) Makhaon
(3063) Makhaon ist ein Asteroid aus der Gruppe der Jupiter-Trojaner. Damit werden Asteroiden bezeichnet, die auf den Lagrange-Punkten auf der Bahn des Jupiter um die Sonne laufen. (3063) Makhaon wurde am 4. August 1983 von Ljudmila Georgijewna Karatschkina entdeckt. Er ist dem Lagrangepunkt L4 zugeordnet.
Der Asteroid wurde nach Machaon, einem mythologischen Arzt der Griechen im Trojanischen Krieg, benannt.